# Neospintharus fur
Neospintharus fur là một loài nhện trong họ Theridiidae.
Loài này thuộc chi Neospintharus. Neospintharus fur được Friedrich Wilhelm Bösenberg & Embrik Strand miêu tả năm 1906.